# Tortula glaucescens
Tortula glaucescens là một loài Rêu trong họ Pottiaceae. Loài này được (Hampe) Mitt. miêu tả khoa học đầu tiên năm 1869.